# Diego Diest
Diego Diest o Diego Dieste (Bolea, fl. 1511-?) fue un filósofo y escritor español del Renacimiento.
Era natural de Bolea, donde estaba establecida una de las ramas de la familia Diest o Dieste. De buena familia (probablemente fuera hermano o pariente cercano del representante de Bolea ante las Cortes), estudió teología en la Sorbona.
Los primeros registros de él datan de 1511, cuando publica unos comentarios a la Física de Aristóteles. Se sabe tras su estancia en París volvió a Zaragoza por encargo de Fernando el Católico, pasando por el convento que los franciscanos tenían en el actual Barrio Jesús antes de ser canónigo en La Seo.
Latassa recoge varias alabanzas a su erudición en su Biblioteca Nueva De Los Escritores Aragoneses y menciona escritos suyos sobre el rezo eclesiástico y varios opúsculos teológicos. El arzobispo de Zaragoza Juan de Aragón le encargó, junto a su compañero Serra, la redacción de un Breviario Caesaragustano (1527).
Podría ser el Diego Dieste bajo cuyo encargo se construye la capilla de Santiago en la colegiata de su Bolea natal.